# Spojená rudá armáda
Spojená rudá armáda (japonsky 連合赤軍, Renga Sekigun, zkr. URA – anglicky United Red Army) byla japonská ultralevicová polovojenská skupina založená 15. července 1971.
Skupina se vyvinula z původní japonské extremistické organizace, zvané Frakce rudé armády. Ta vzešla ze studentského protestního hnutí 60. let a poté, co bylo mnoho jejích členů zatčeno a část odešla v roce 1971 pod vedením Fusaka Šigenoby do zahraničí, kde založili Japonskou rudou armádu, se zbývající členové pod vedením Cunea Moriho spojili s jinou skupinou, Revoluční levicovou frakcí (Keihin). Ta se oddělila od Japonské komunistické strany a byla vedena Hiroko Nagataovou. Zpočátku obě skupiny úzce spolupracovaly až se 15. července 1971 definitivně spojily a přejmenovaly na Spojenou rudou armádu.
Zatímco původní Frakce rudé armády uskutečnila několik větších akci (např. Únos letu 351 do Severní Koreje z 31. března 1970), členové nově vzniklé Spojené rudé armády se zaměřili hlavně na ideologické utvrzování a tvrdou sebekázeň, což však vedlo k brzkému pádu skupiny. Již v srpnu 1971 byli dva „odpadličtí“ členové URA popraveni. V lednu 1972 členové URA odešli do hor v prefektuře Gunma, kde si založili polovojenský výcvikový tábor. Během výcviku bylo do poloviny února 1972 v rámci vnitřních ideologických čistek zabito celkem 12 členů skupiny a 1 náhodný svědek. Po objevení jejich těl a výcvikového tábora spustila policie po zbývajících členech rozsáhlou pátrací akci. Při útěku 5 členů URA 19. února 1972 přepadlo chatu blízko města Karuizawa v prefektuře Nagano a vzalo 1 ženu jako rukojmí. Chatu okupovali 9 dní, po kterých je policie zadržela, mezitím však během několika přestřelek s policisty zabili 3 lidi. Krátce po tomto incidentu policie pozatýkala i zbývající členy skupiny.
URA měla od svého založení celkově 29 členů, z toho 14 bylo zabito vlastními soudruhy. Lídři URA byly za to odsouzeni k trestu smrti. Cuneo Mori spáchal ve vězení sebevraždu, Hiroko Nagataová zemřela ve vězení ve věku 65 let na rakovinu mozku.